# Le Lauzet-Ubaye
Le Lauzet-Ubaye – miejscowość i gmina we Francji, w regionie Prowansja-Alpy-Lazurowe Wybrzeże, w departamencie Alpy Górnej Prowansji. Siedziba kantonu Lauzet-Ubaye.

## Demografia
Według danych na rok 1990 gminę zamieszkiwało 212 osób, a gęstość zaludnienia wynosiła 3 osoby/km². W styczniu 2015 r. Le Lauzet-Ubaye zamieszkiwało 235 osób, przy gęstości zaludnienia wynoszącej 3,3 osób/km².